# Haworthia magnifica var. asperula
Haworthia magnifica var. asperula, descrita inicialment com a Haworthia asperula i més tard relegada com una varietat de Haworthia magnifica; pertany al gènere Haworthia de la subfamília de les asfodelòidies.

## Descripció
Haworthia magnifica var. asperula és una suculenta perennifòlia amb una tija frondosa molt curta. La roseta fa entre 5 a 7,6 cm de diàmetre i té entre 10 a 12 fulles, són dentoides i molt recorbades, d'entre 2,5 a 5 cm d'amplada i entre 2,5 a 7,6 de gruix al centre;. Les fulles són de color verd pàl·lid a banda a banda, escabroses a la part superior de la fulla amb minúscules papil·les concolors i marcades a la meitat superior entre 7 a 9 línies verticals de color verd pàl·lid, arrodonides i llises a la part inferior de la fulla i quillades a la meitat superior. Té un peduncle esvelt i simple. El raïm és lax i amb poques flors. Els pedicels són molt curts. Les bràctees són petites, dentoides; amb un periant d'entre 12,7 a 20,3 cm de llarg i un limbe d'entre 1 a 3 tan llarg com el tub floral.

## Distribució i hàbitat
Aquesta varietat creix a la província sud-africana del Cap Occidental; concretament a la zona de Heidelberg/Riversdale.

## Taxonomia
Haworthia magnifica var. asperula va ser descrita per (Haw.) Breuer i publicat a Alsterworthia Int. 16(2): 6, a l'any 2016.
Etimologia
Haworthia: nom en honor del botànic britànic Adrian Hardy Haworth (1767-1833).
magnifica: epítet llatí que significa "magnífic".
var. asperula: epítet llatí que significa "una mica aspre"
Sinonímia
- Haworthia asperula Haw., Philos. Mag. J. 66: 300 (1824). (Basiònim)
- Aloe asperula (Haw.) Schult. & Schult.f. in J.J.Roemer & J.A.Schultes, Syst. Veg., ed. 15 bis 7: 635 (1829).
- Catevala asperula (Haw.) Kuntze, Revis. Gen. Pl. 2: 707 (1891).
- Haworthia retusa subsp. asperula (Haw.) Halda, Acta Mus. Richnov., Sect. Nat. 4(2): 50 (1997).
- Haworthia retusa var. asperula (Haw.) Halda, Acta Mus. Richnov., Sect. Nat. 4(2): 50 (1997).[7]